# Phil Manzanera
Phil Manzanera (geb. als Philip Geoffrey Targett-Adams, Londen, 31 januari 1951) is een Brits gitarist en producent, die bekendheid verwierf met Roxy Music. Hij speelde van 1971 tot 1983 in die band, en vervolgens opnieuw vanaf 2001. Manzanera was ook producer van het album On An Island van David Gilmour.

## Biografie
Manzanera heeft een Engelse vader en een Colombiaanse moeder, hij groeide op in verschillende delen van het Amerikaanse continent, waaronder Hawaï, Cuba, Colombia en Venezuela. In Cuba kreeg de toen zesjarige Manzanera een Spaanse gitaar van zijn moeder, en hij leerde Cubaanse volksliedjes spelen. Enkele jaren later, in Venezuela, maakte hij kennis met de elektrische gitaar, en werd hij zowel door de rock-'n-roll als door Latijns-Amerikaanse muziekstijlen beïnvloed.
Hij was vastbesloten professioneel gitarist te worden, en kon zich in 1971 aansluiten bij het nog jonge Roxy Music, waarin hij samenspeelde met Bryan Ferry, Brian Eno, Paul Thompson en Andy Mackay. Tot Roxy Music twaalf jaar later uiteen viel, werd een serie goedverkopende albums uitgebracht. Naast zijn werk met Roxy Music was Manzanera actief met solowerk, en als producer.
Tijdens de Roxy Music sabbatical werkte Manzanera als songwriter, producent en sessiemuzikant voor onder anderen Steve Winwood, David Gilmour, John Cale, Godley & Creme, Nico en John Wetton. Zo was hij als schrijver betrokken bij het nummer One Slip van Pink Floyds album A Momentary Lapse of Reason (1988).
In 2001 kwamen de leden van Roxy Music weer bij elkaar, en toerden zij door de Verenigde Staten en Europa, waaronder een optreden op Live 8 in Berlijn (2005).

## Overige activiteiten
Manzanera heeft een studio in Londen: Gallery Studios. De eerste opname die daar werd gemaakt was het album Cuckooland van Robert Wyatt, en ook Brian Eno, David Gilmour, Annie Lennox en nog vele anderen maakten gebruik van deze studio.

## Discografie (selectie)
- Taking Tiger Mountain (By Strategy) (1974, Brian Eno)
- Fear (1974, John Cale)
- Diamond Head (1975)
- Quiet Sun: Mainstream (1975)
- 801 Live (1976)
- Listen Now (1977)
- K-Scope (1978)
- Primitive Guitars (1982)
- Wetton/Manzanera (1987)
- Nowomowa: The Wasted Lands (1988)
- Crack the Whip (1988)
- Up in Smoke (1989)
- Mato Grosso (met Sérgio Dias, 1990)
- Southern Cross (1990)
- Live at the Karl Marx (1993)
- Mainstream (1997)
- A Million Reasons Why (1997)
- Manzanera & MacKay (1997)
- Live at Manchester University (1998)
- Vozero (2001)
- Manzanera Archives: Rare One (2000)
- Manzanera Archives: 801 Live @ Hull (2001)
- 801 Latino [live] (2002)
- 6pm (2004)
- 50 Minutes Later (2005)

### Als producer
- John Cale: Fear (1974)
- Split Enz: Second Thoughts (1976)
- Heroes del Silencio: "Senderos de Traición" (1990)
- Heroes del Silencio: "El Espíritu del Vino" (1993)
- Os Paralamas do Sucesso: Severino (1994)
- Fito Páez: Circo Beat (1994)
- Aterciopelados: La Pipa de la Paz (1996)
- David Gilmour: On an Island (2006)

- Bibliothèque nationale de France: cb14051458d (data)
- Gemeinsame Normdatei: 13165246X
- International Standard Name Identifier: 0000 0000 7840 1737
- Library of Congress Control Number: n91031709
- MusicBrainz: 0d2cf864-5e99-472e-845f-5d1579979eee
- Nationale Bibliotheek van Tsjechië: ola2002151563
- Nationale Bibliotheek van Israël: 987007333107605171
- Nederlandse Thesaurus van Auteursnamen: 070672687
- Système universitaire de documentation: 081223013
- Virtual International Authority File: 18362447
- WorldCat: E39PBJcGmhgGQtB8XJjGf669Xd